# U-Bahn-Station Zippererstraße
Zippererstraße is een metrostation in het district Simmering van de Oostenrijkse hoofdstad Wenen. Het station werd geopend op 2 december 2000 en wordt bediend door lijn U3. De Zippererstraße werd in 1904 genoemd naar Georg Zipperer, een 19e-eeuwse landeigenaar uit Simmering.

## Geschiedenis
Op 26 januari 1968 werd besloten om een metronet aan te leggen met drie lijnen. De nadere uitwerking van het metronet, de U-Bahn-Netzvariante M uit 1970, omvatte een veel groter net met verlengingen die pas later zouden worden toegevoegd..Dit voorgestelde net kende lijnen met vertakkingen in de buitenwijken waaronder de zuidelijke verlenging van de U2 onder de Simmeringer Hauptstraße. Het concept met vertakte lijnen werd echter in de jaren 80 van de 20e eeuw is losgelaten, nadat in september 1981 de eerste dienst met vertakking (U2/U4) tot ernstige verstoringen had geleid.
Het tracébesluit voor de U3 koos een directe route tussen Wien Mitte en Erdberg en in 1983 begon de bouw van het eerste deel van de U3. Voor de verdere verlenging van de U3 naar het zuiden werd het tracé, dat voor de U2 voorzien was, onder de Simmeringer Hauptstraße gekozen dat via een tunnel onder de voormalige gasfabriek bij Erdberg aan de U3 gekoppeld werd. Deze tunnel komt bij de Zippererstraße, iets ten zuiden van het voor de U2 geplande station Molitorgasse, uit bij de Simmeringer Hauptstraße, waar de U3 dan ook een station kreeg.
dwarsgang.

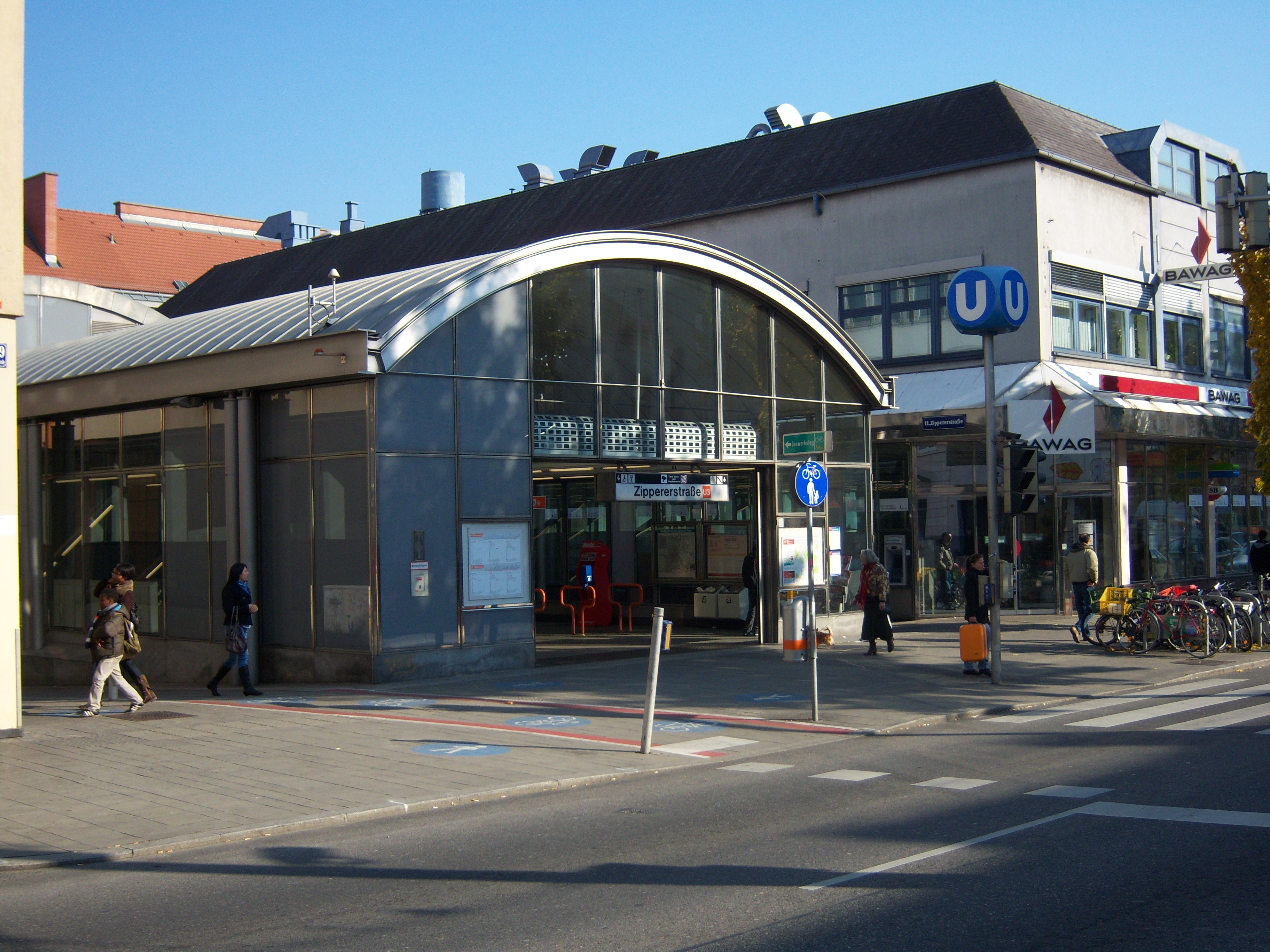
De zuidelijke toegang.
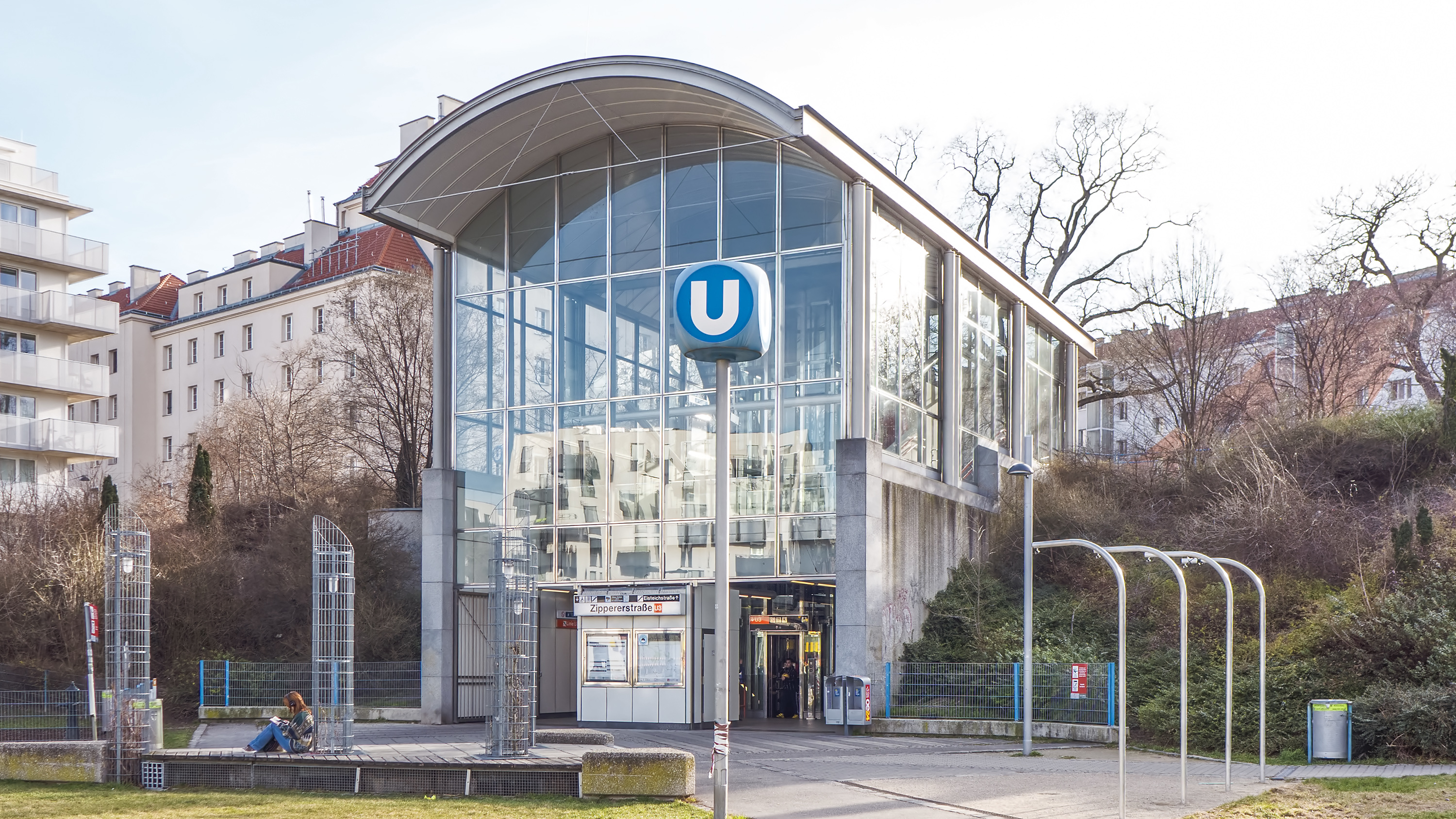
De noordelijke toegang.

## Ligging en inrichting
Het station ligt tussen het Hyblerpark en de Simmeringer Hauptstraße waar ook de respectievelijke toegangen te vinden zijn. De perrons liggen in twee geboorde perrontunnels onder de huizen en zijn aan de uiteinden met dwarsgangen onderling en met de toegangen verbonden.
De zuidelijke uitgang ligt bij de tramhalte van lijn 71 bij het kruispunt Zippererstraße/Simmeringer Hauptstraße. Deze toegang kent een roltrapgroep, die met 53 meter, de langste van het Weense metronet is. Naast de drie roltrappen zijn er ook een lift en een trappenhuis. Onderaan de roltrappen is de zuidelijke dwarsgang opgesierd met kindertekeningen.
De noordelijke toegang ligt in een glooiing aan de rand van het Hyblerpark en heeft daarom twee ingangen boven elkaar. De bovenste sluit aan op de Eisteichstraße, de onderste ligt in het Hyblerpark. Deze ingangen zijn beide met een lift en het trappen huis verbonden met een voetgangerstunnel onder het maaiveld. De tunnel komt aan de zuidkant uit op de noordelijke dwarsgang.

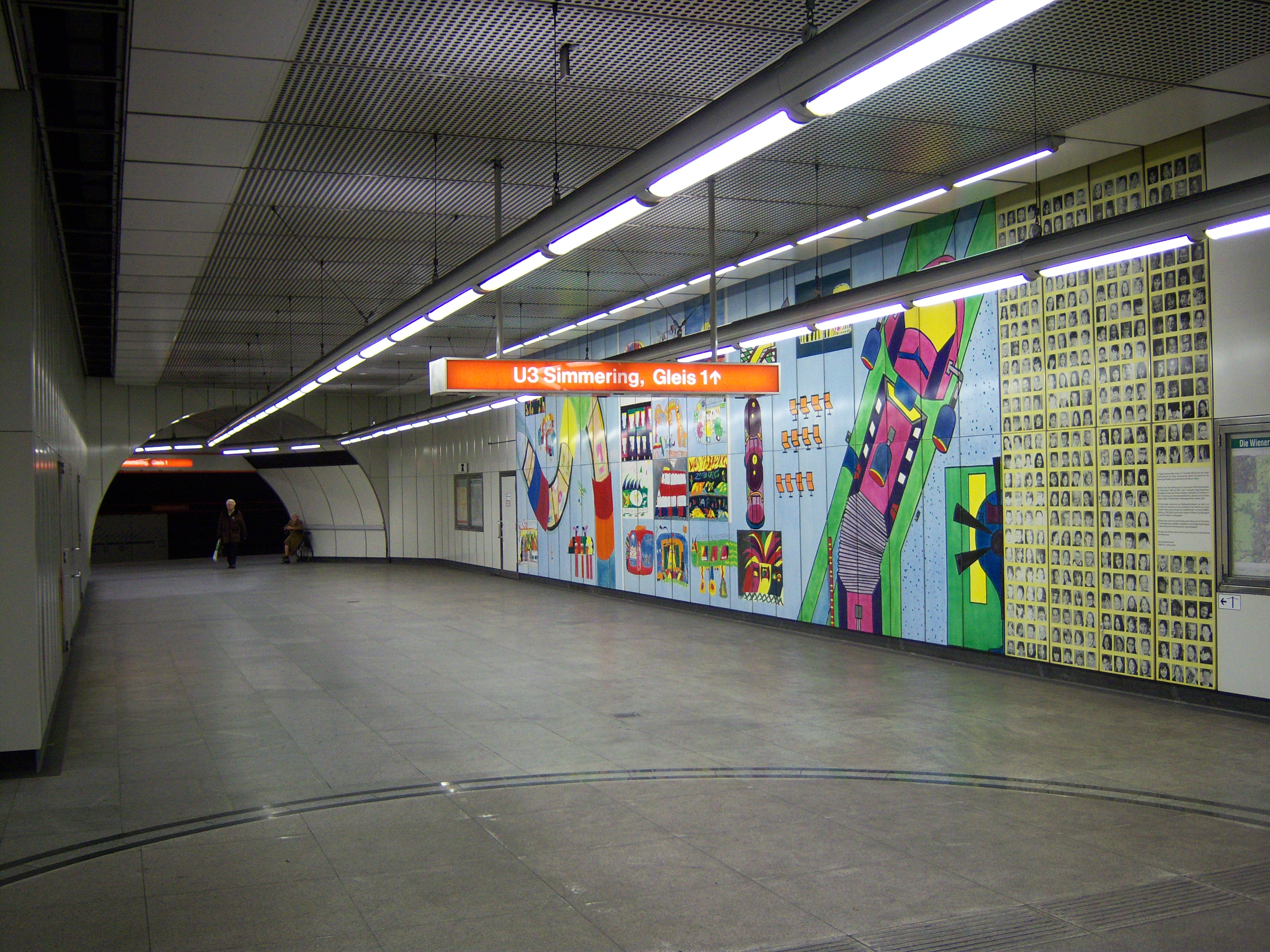
De zuidelijke dwarsgang.
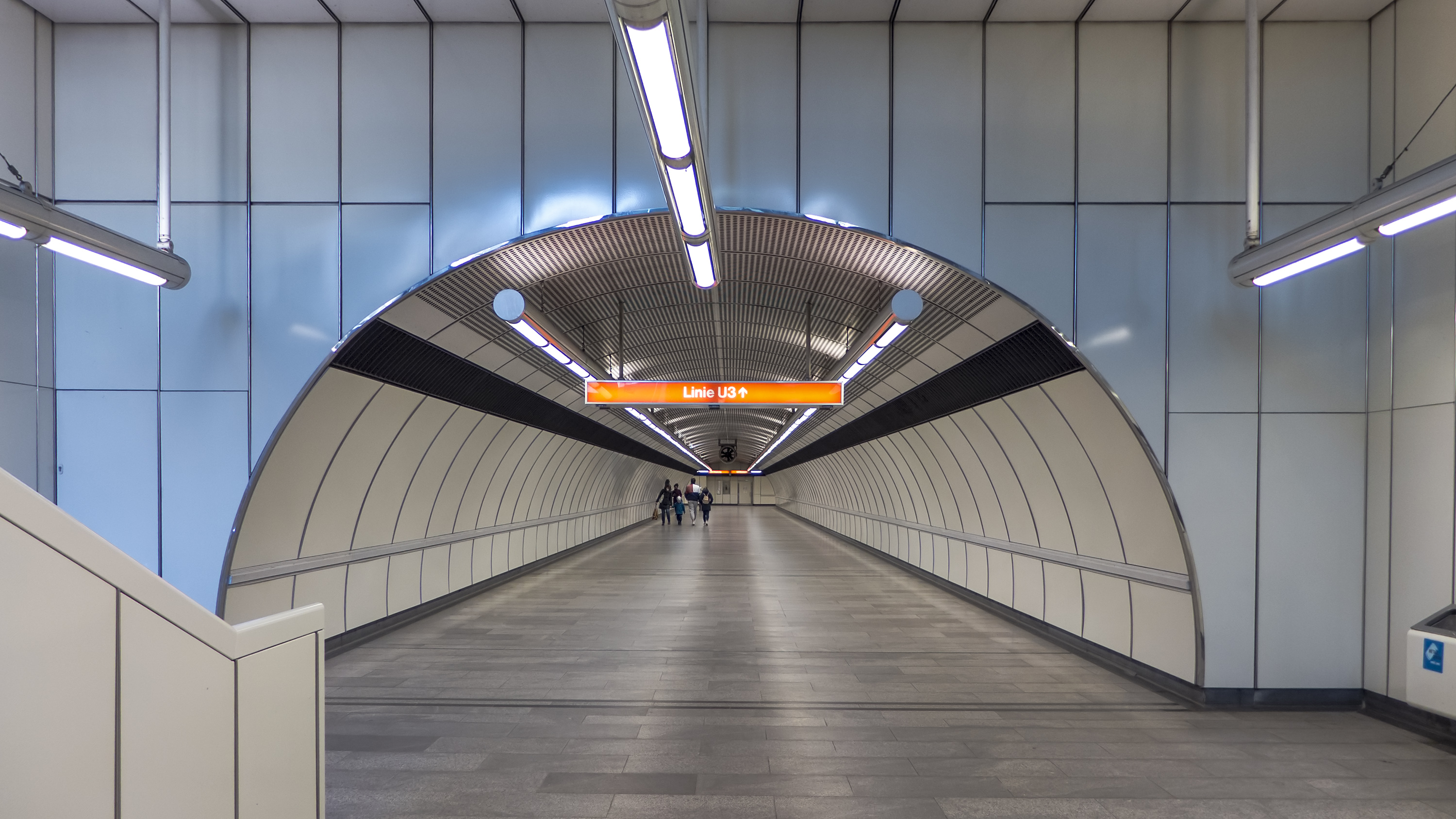
De voetgangerstunnel onder het park.